# Tucumã (província)
Tucumã ou Tucumão (em castelhano: Tucumán) é uma província do noroeste argentino. Com uma extensão territorial de 22,524 km² e população de 1.338.523 habitantes (censo de 2001), tem como capital a cidade de São Miguel de Tucumã. Tem como limites: a provincia de Salta (Norte), Santiago del Estero (Leste) e Catamarca (Sul e oeste). Os naturais da província são chamados de tucumanos.

## Divisão administrativa
A província é dividida em 17 departamentos:
1. Burruyacú (Burruyacú)
2. Capital (São Miguel de Tucumã)
3. Chicligasta (Conceição)
4. Cruz Alta (Banda del Río Salí)
5. Famaillá (Famaillá)
6. Graneros (Graneros)

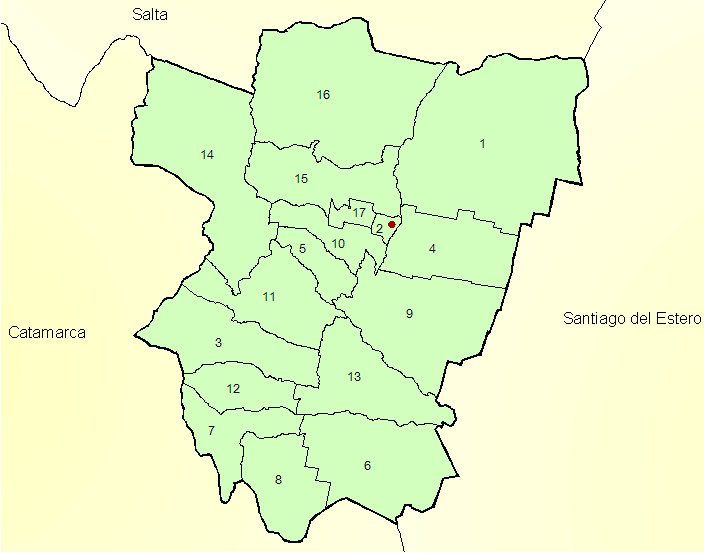
Província de Tucumã, divisão política e sua capital. La numeração é correspondente à lista

7. Juan Bautista Alberdi (Juan Bautista Alberdi)
8. La Cocha (La Cocha)
9. Leales (Bella Vista)
10. Lules (San Isidro de Lules)
11. Monteros (Monteros)
12. Rio Chico (Aguilares)
13. Simoca (Simoca)
14. Tafí del Valle (Tafí del Valle)
15. Tafí Viejo (Tafí Viejo)
16. Trancas (Trancas)
17. Yerba Buena (Yerba Buena)

## Cidades principais
- San Miguel de Tucumán
- San Isidro de Lules
- Banda del Río Salí
- Tafí Viejo
- Aguilares
- Concepción
- Monteros
- Simoca
- El Siambón
- San Javier
- San Pedro de Colalao
- Yerba Buena
- Tafí del Valle
- Juan Bautista Alberdi
- Famaillá
- Alderetes
- Villa Mariano Moreno
- Villa Nougués
- Las Talitas
- Bella Vista